# Kattendijke

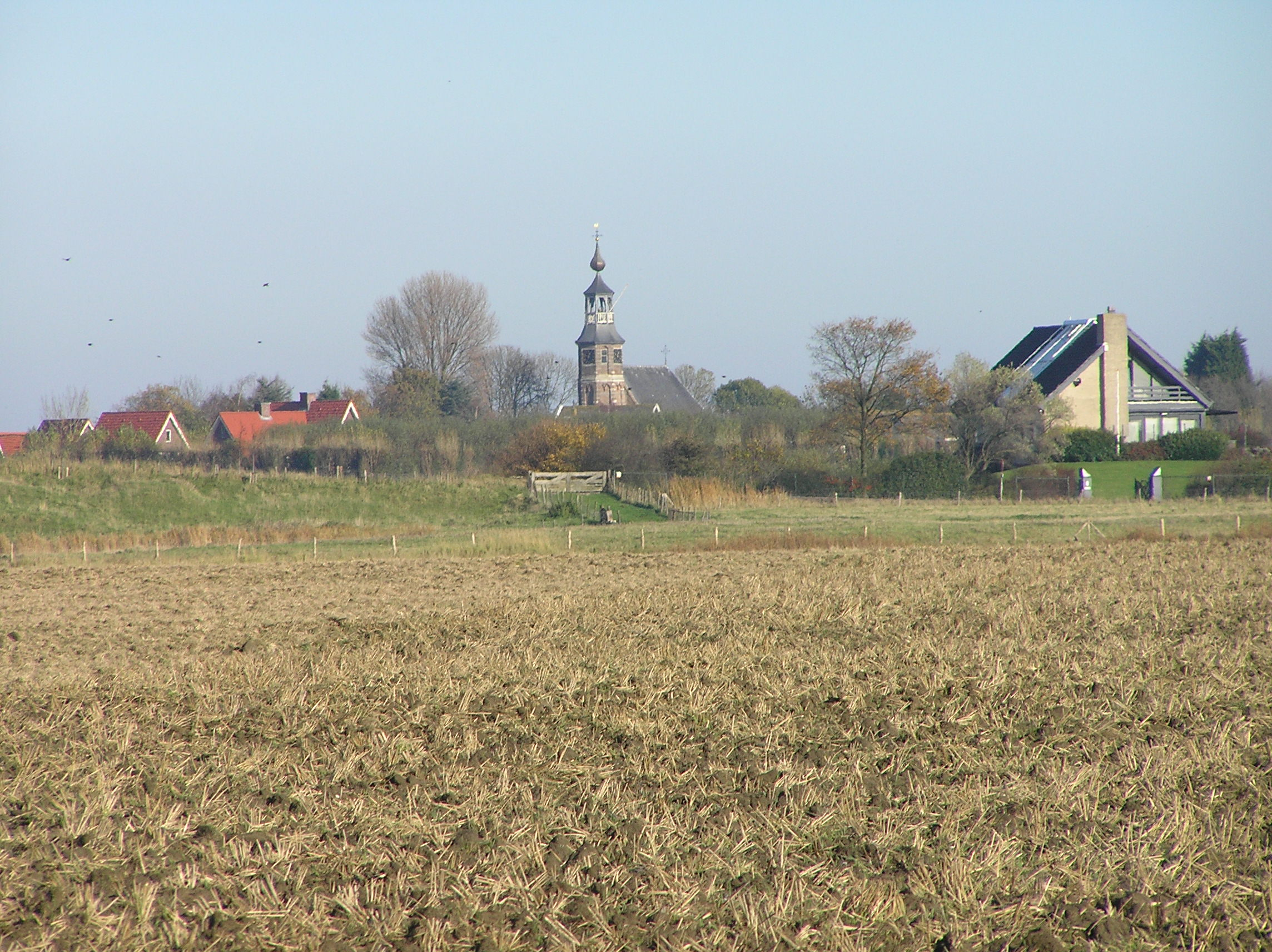
Blick auf Kattendijke

Kattendijke (seeländisch Kattendieke) ist ein kleines Dorf auf der ehemaligen Insel Zuid-Beveland in der niederländischen Provinz Zeeland. Das Dorf hat 550 Einwohner (Stand: 1. Januar 2024). Es ist eines der ältesten Dörfer in Süd-Beveland.
Das Dorf ist bei Tauchern wegen seiner günstigen Lage an der Oosterschelde beliebt. Es ist vor dem 13. Jahrhundert durch Eindämmung des Deesche Watergangs auf einer dadurch gewonnenen Fläche entstanden. Kattendijke ist seit 1970 Teil der Gemeinde Goes.

## Wappen
Das Wappen von Kattendijke ist ein silbernes Schild mit einem mittig befindlichen blauen Querstreifen. Über den Grundfarben befindet sich ein Andreaskreuz, dass sich abwechselnd aus den Farben gold und rot in quadratischen Feldern zusammensetzt.

## Reichsdenkmale

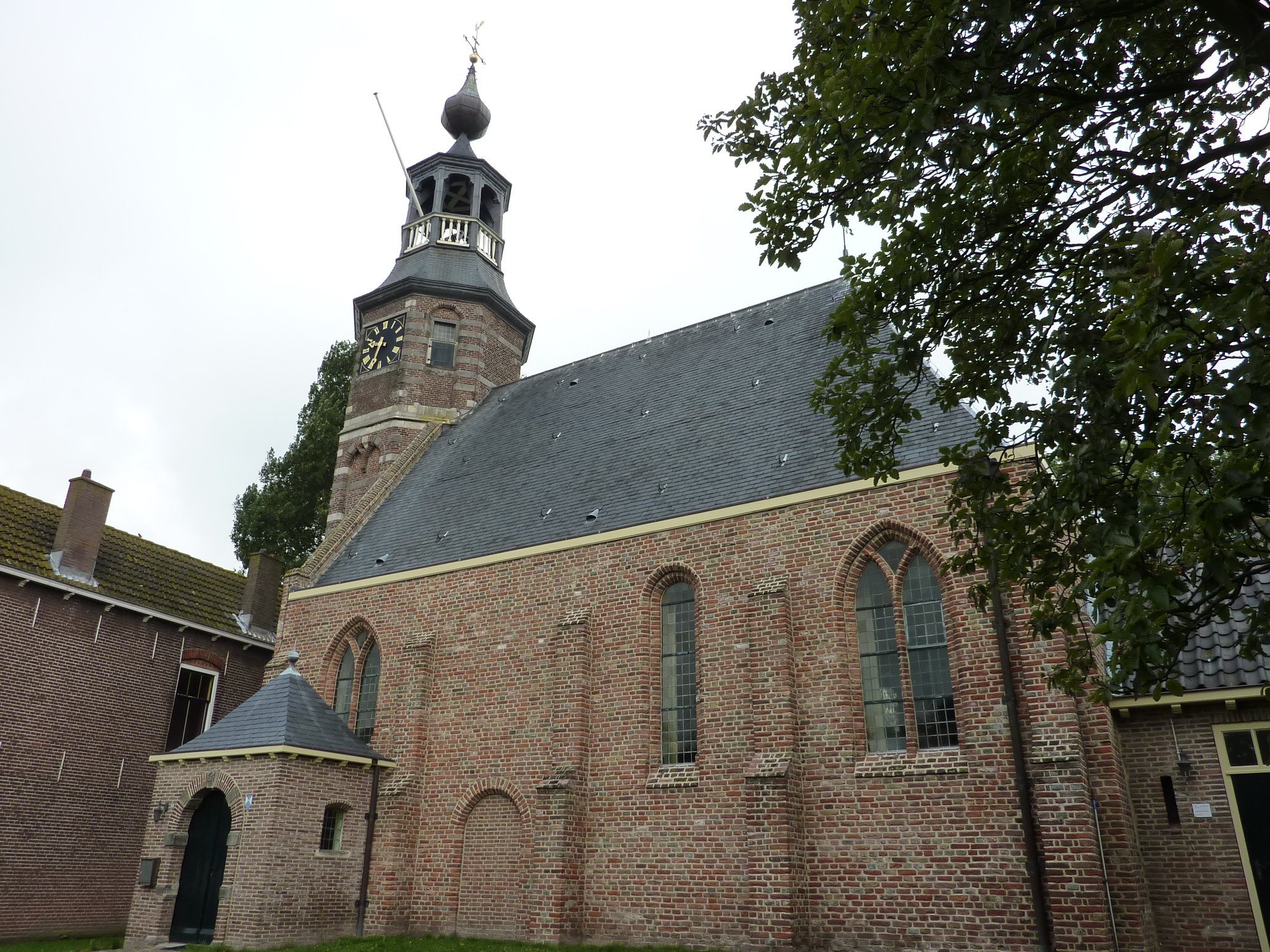
Reformierte Kirche in Kattendijke

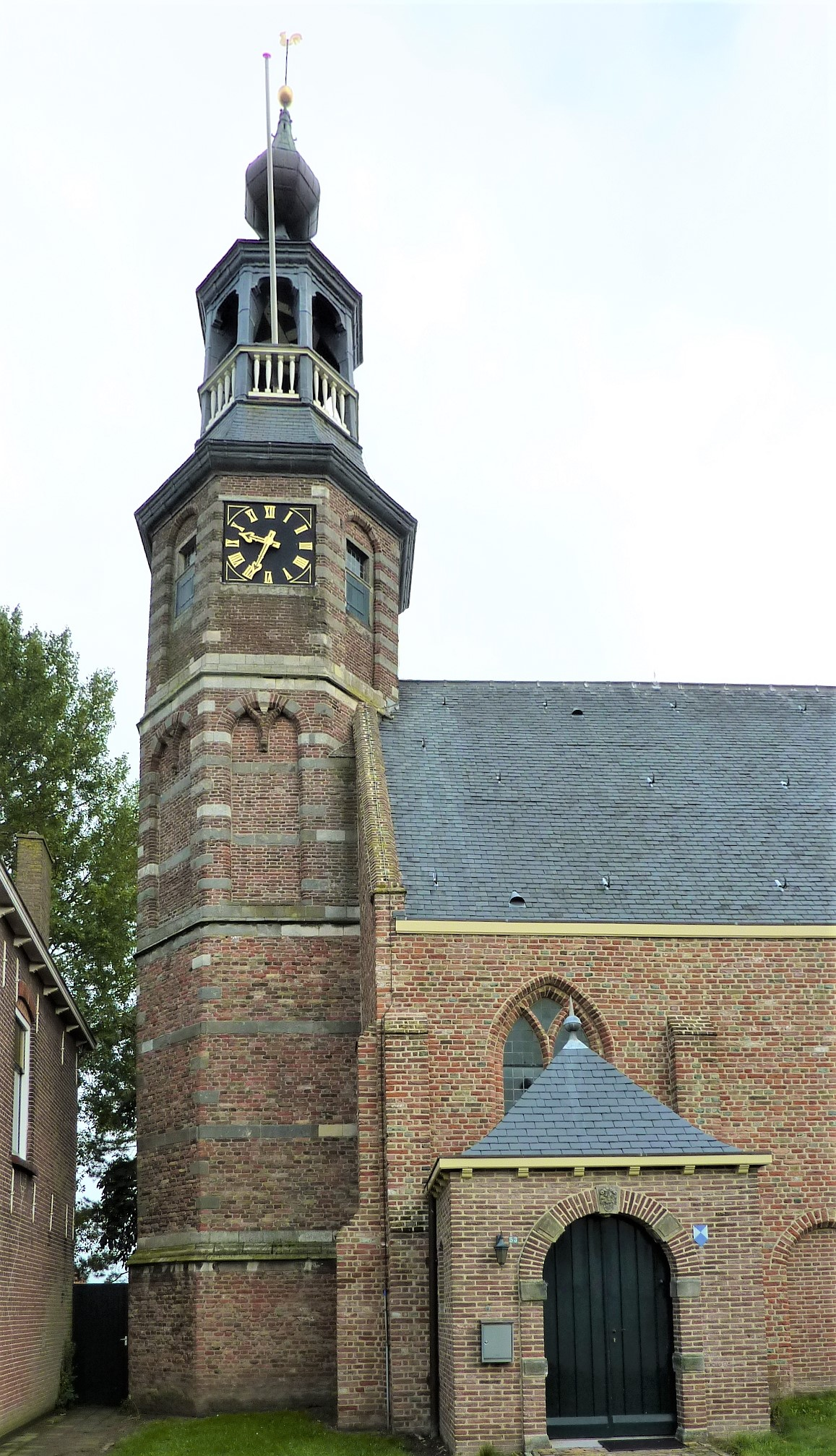
Tore der reformierten Kirche in Kattendijke

In Kattendijke befinden sich drei sogenannte Rijksmonumenten  (Reichsdenkmale):
- die ehemals katholische, nun reformierte Kirche (Hervormde Kerk), Dorfstraße (Dorpsstraat) 53 aus dem 15. Jahrhundert;
- das Tor dieser Kirche aus der ersten Hälfte des 17. Jahrhunderts
- ehemalige Niederlassung des ehemaligen Zisterzienser-Klosters zu Kattendijk aus dem 12. Jahrhundert (archäologische Stätte – siehe auch: Kloster Ter Doest).

Eine Pfarrei wird in Kattendijke bereits 1251 erwähnt (Abpfarrung von Kloetinge). Die Zisterzienser waren es auch, nachdem sie in bei Kattendijke ihre Grangie errichtet hatten, die die Deiche zur Gewinnung von Land errichteten und so die Sumpfgebiete nutzbar machten.

## Verkehr
Als 1927 die Spoorweg-Maatschappij Zuid-Beveland, jeweils ausgehend von Goes, drei weitere Linien in Betrieb nahm, erhielt auch Kattendijke einen eigenen Bahnhof (von 1927 bis 1934 in Betrieb).
Das niederländische Fischereikennzeichen, welches am Bug von Seefischerschiffen angebracht werden muss, besteht aus der Buchstabenfolge KD, gefolgt von einer Registriernummer, wenn diese in Kattendijke den Heimathafen haben.

## Persönlichkeiten
- Frank van Gheel-Gildemeester (1881–1952), Philanthrop und Quäker